# 탈출기 (영화)
《탈출기》(Runaway)는 북한에서 제작된 신상옥 감독의 1984년 영화이다. 이 영화는 신 감독이 자신의 아내 최은희와 북한에 납치된 이후 제작된 신 감독의 두 번째 영화이다.

## 같이 보기
- 신상옥·최은희 납치 사건
- 조선 영화
- 조선민주주의인민공화국의 영화 목록
- 조선민주주의인민공화국의 문학
- 조선민주주의인민공화국의 선전